# Léonce d'Escayrac-Lauture
Pour les articles homonymes, voir Escayrac.
Marie Joseph Henri Léonce d'Escayrac de Lauture, marquis d'Escayrac, né le 19 février 1786 à Paris, mort le 12 février 1867 à Paris, est député de Tarn-et-Garonne de 1827 à 1831 et pair de France.

## Biographie
Marie Joseph Henri Léonce d'Escayrac de Lauture est le fils d'Etienne Henri d'Escayrac Lauture (1747-1791) et de son épouse, née Stanislas Louise Chaumont de La Galaizière.
Il naît le 19 février 1786 à Paris dans l'hôtel Gouffier de Thoix, propriété de son grand-père, le chancelier de Lorraine, Antoine-Martin Chaumont de La Galaizière. Il devient marquis d'Escayrac à la mort de son père en 1791. Il participe en 1815 à la campagne de Vendée pour Louis XVIII. Il épouse en 1822 ou 1823 Adèle de Portal, fille de Pierre-Barthélémy Portal d'Albarèdes (1765-1845),  ministre de la Marine. De 1823 à 1830, il est gentilhomme de la Chambre du roi. Il est fait pair de France le 3 octobre 1837 et siège à cette chambre de 1837 à 1848.
En Tarn-et-Garonne, il est élu conseiller général du canton de Lauzerte de 1821 à 1848. Il occupe les fonctions de député du département de 1821 ou 1827 à 1831. Il meurt à Paris le 12 février 1867. Il serait aussi grand-croix de la Légion d'honneur.
De son union avec Adèle de Portal, fille du ministre de la Marine, Pierre-Barthélémy Portal d'Albarèdes (1765-1845), il eut trois enfants : 
- Pierre Henri Stanislas (1822-1868), explorateur.
- Laure (1829-ap. 1918 ?).
- Paul Ernest Léonce, colonel (Paris, 6 décembre 1830 - Bordeaux, 4 décembre 1913)[1].

Le marquis d'Escayrac est enterré au cimetière Saint-Louis de Versailles.

## Sources et bibliographie
- Opuscule de l'abbé Barthélemy Taillefer, publié à Montauban, probablement chez Prunet frères.
- Dictionnaire des députés (1789-1889), En ligne.
- Louis Bergeron, Guy Chaussinand-Nogaret, Alain Maureau, Germaine Peyron-Montagnon, André Palluel-Guillard, Grands notables du Premier Empire: notices de biographie sociale, 1978, p. 91.